# Transferència Southern
La transferència Southern o transferència d'ADN, en anglès Southern blot, és una tècnica de laboratori utilitzada sovint en biologia molecular per detectar una seqüència específica d'àcid desoxiribonucleic (ADN) en una mostra d'aquest àcid nucleic. Aquest mètode combina la transferència de fragments d'ADN separats mitjançant electroforesi a una membrana (de transferència) i la detecció dels fragments amb la hibridació d'una sonda. El nom de la tècnica prové del seu inventor, el biòleg britànic Edwin Southern.